# Impero coloniale olandese
Per Impero coloniale olandese si intende il grande impero coloniale ottenuto tra il XVII e il XX secolo dalla Repubblica delle Sette Province Unite prima e dai Paesi Bassi poi. L'impero comprendeva colonie in Asia, Africa e America.
Viene convenzionalmente fatto finire nel 1975, anno in cui divenne indipendente il Suriname, anche se del Regno dei Paesi Bassi fanno ancora parte sei isole nel Mar dei Caraibi: Aruba, Bonaire, Curaçao, Saba, Sint Eustatius e la parte meridionale di Sint Maarten.

## Storia

### La colonizzazione del Nord America

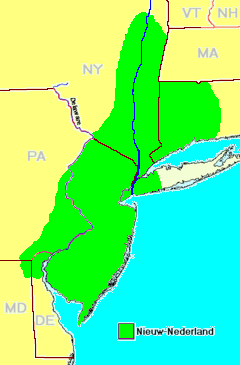
I Nuovi Paesi Bassi nel 1660

Fin dal 1602 il governo delle Sette Province Unite si pose come obiettivo la fondazione di una colonia che portasse il nome di Nuovi Paesi Bassi. Il progetto ebbe ufficialmente inizio nel 1609, quando il governo neerlandese commissionò al marinaio inglese Henry Hudson di condurre esplorazioni nelle "Indie Occidentali".
L'esploratore britannico perlustrò e designò come luogo dell'edificazione della colonia una baia situata in mezzo al Canada francese e alla Virginia britannica. Al suo ritorno l'entusiasta governo ordinò all'ammiraglio olandese Andrei Block di partire per porre le basi di un primo possedimento olandese nel Nord America.
Block attraccò sul finire del 1614 sulla da lui battezzata "Block Island", dopodiché approdò definitivamente nell'entroterra, dove nel 1615 fu eretto il Forte Nassau che diede vita ai sospirati Nuovi Paesi Bassi. Dieci anni più tardi, nel 1626, dopo la nascita di numerosi forti, venne fondata la prima città col nome di Nuova Amsterdam, l'attuale New York, che ancora oggi conserva nella bandiera cittadina i colori delle Province Unite. La neo-colonia fu teatro del casus belli che portò allo scoppio della Seconda guerra anglo-olandese, poiché nel 1664 fu invasa dagli inglesi. La guerra si concluse l'anno seguente con la vittoria degli olandesi che, dati gli alti costi economici ed umani che dovettero sostenere, non reclamarono il territorio per paura di un nuovo confronto diretto con l'esercito britannico.

### Le Antille olandesi

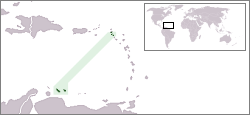
Una visione delle Antille olandesi

Grazie al Groot Desseyn, le Sette Province Unite riuscirono ad annettersi le Antille olandesi. Seppur di modeste dimensioni, le isole caraibiche si rivelarono un'ottima fonte di ricchezza. Ad Aruba ebbe luogo una corsa all'oro nel 1800; nel XX secolo vi vennero costruite molte raffinerie di petrolio e si ebbe un boom del turismo. A Curaçao si formò il più grande mercato di schiavi di tutti i Caraibi, che dovette chiudere i battenti nel 1863 a causa del divieto della compravendita di schiavi in Olanda. Fin da subito sviluppò quindi il turismo, che divenne la primaria fonte economica dell'isola. Nelle altre isole erano presenti piccole-medie piantagioni di caffè, mais e zucchero. Le Antille olandesi continuarono a esistere fino al 2010, quando si sciolsero e alcune isole divennero nazioni costitutive del Regno dei Paesi Bassi, mentre altre rimasero dipendenti dalla madrepatria.

### Colonizzazione dell'Africa occidentale
Tutti i possedimenti africani, eccetto il Sudafrica, vennero catturati dai portoghesi mediante il Groot Desseyn, piano espansionistico anti-portoghese.

### Il periodo brasiliano

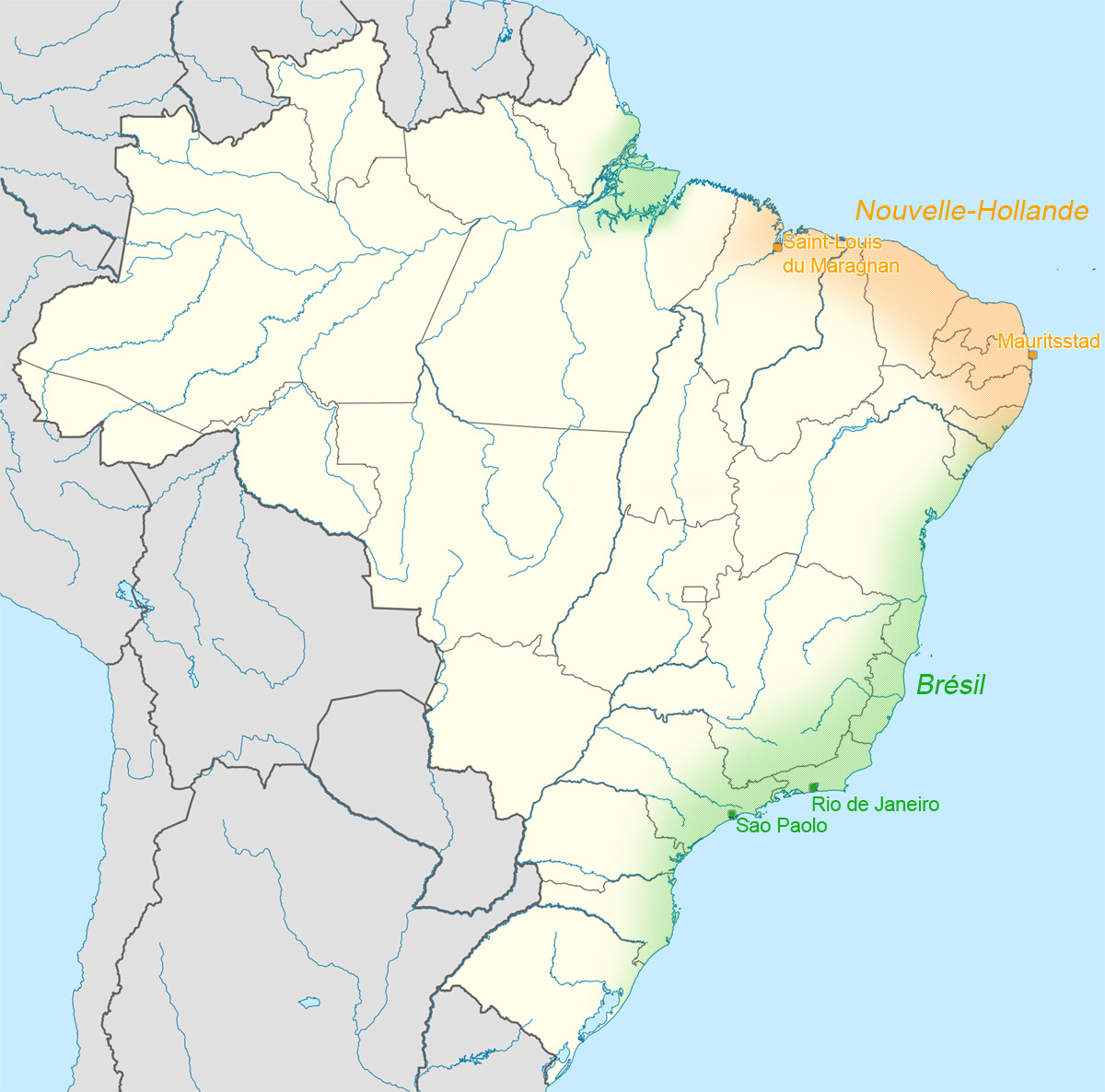
Il Brasile olandese, in arancione, nel 1644

Lanciato dall'ultimo successo ottenuto in Africa con il Groot Desseyn, il governo neerlandese partì decisamente verso nuove frontiere. Nel 1630 l'esercito olandese conquistò l'importante città di Recife e fondò la colonia della Nuova Olanda, conosciuta anche come Brasile olandese, che nei suoi primi anni ampliò parecchio i suoi confini fino ad occupare quasi la metà delle zone costiere brasiliane.
Ovviamente tutto ciò non aggradava al Portogallo; fu così che sul finire degli anni quaranta iniziarono le ostilità tra le due nazioni. Si aprì dunque un lungo periodo di lotte che videro primeggiare la flotta portoghese. Le ostilità cessarono definitivamente le nel 1660 con la perdita di tutti i possedimenti brasiliani delle Province Unite.

### La Colonia del Capo

Mappa che mostra l'evoluzione della Colonia del Capo

Nel 1652 il marinaio Jan van Riebeeck approdò nel territorio del Capo di Buona Speranza, fondando la Colonia del Capo. Grazie alla brillante gestione della colonia da parte della Compagnia delle Indie Orientali olandesi e al notevole afflusso di coloni europei, la colonia poté godere di una lunga esistenza che ne comportò l'espansione fino a quasi tutto l'odierno Sudafrica.
Durante il periodo Napoleonico fu occupata dagli inglesi per timore di un'eventuale invasione francese. All'alba della fine dell'Impero francese, a causa dello scioglimento della Compagnia delle Indie Orientali per bancarotta, i Paesi Bassi decisero di cedere pacificamente la colonia ai britannici nel 1814 poiché non vi erano i fondi per mantenerla. Tuttavia tra i due Paesi rimasero sempre legami politico-sociali: infatti il Sudafrica utilizzerà come bandiera nazionale prima una ispirata alla Prinsenvlag delle Sette Province Unite e adesso utilizza il risultato dell'unione del verde, del giallo e del nero (simbolo della comunità nera) con la bandiera dei Paesi Bassi. Inoltre ancora oggi decine di milioni di persone parlano l'Afrikaans, un derivato della lingua olandese.

### La Guyana olandese

La Guyana olandese

Nel 1613 due navigatori neerlandesi, Dirck Cleaszoon van Sanen e Nicolaas Baliestel, costituirono un piccolo forte nei pressi dell'odierna Paramaribo. Il forte fu però preso nel 1630 dagli inglesi, che erano interessati ad ampliare i loro possedimenti coloniali anche nel Sud America. Nel 1644 nella zona giunsero pure i francesi; ciò costrinse i britannici, per prevenire un attacco, a fortificare ed ampliare a dismisura il forte, che nel 1651 arrivò a misurare 50 km quadrati. L'enorme e potente colonia disponeva inoltre di vaste pianure fertili dove si trovavano vaste piantagioni di tabacco e caffè e non tardò a diventare un obiettivo primario per gli olandesi, che volevano potenziare il commercio dei prodotti in questione. La conquista definitiva avvenne nel 1667, grazie alla spedizione di un valoroso ammiraglio zeelandese, che ribattezzò questa zona "Nuova Middelburg", anche se passerà alla storia come Guyana olandese. La Guyana rimase una colonia per ben 308 anni, fino a quando, nel 1975, raggiunse l'indipendenza assumendo il nome di Suriname, che richiama le radici indigene del territorio.

## IlGroot Desseyn
Nel 1621 assieme alla neonata Compagnia olandese delle Indie Occidentali il governo neerlandese pianificò il Groot Desseyn ("Grande disegno"), ovvero un piano espansionistico che mirava a ridurre i possedimenti portoghesi in Africa e in America, allo scopo di porre fine all'egemonia portoghese sul commercio degli schiavi. Ebbe ufficialmente inizio nel 1623 e dopo numerosi scontri diplomatico-militari terminò nel 1637. Il Portogallo mantenne tuttavia una notevole importanza in ambito schiavistico, ma gli olandesi ottennero numerosi successi, annettendosi territori e arrivando a primeggiare nel commercio degli schiavi nell'America Centrale e nei Caraibi. Di conseguenza si svilupparono le flotte commerciali e militari, che giunsero ad essere tra le più potenti e temute al mondo nei secoli XVII, XVIII e XIX.

## Caratteri ed evoluzione
Come gli imperi coloniali portoghese e spagnolo, anche quello olandese fu un impero coloniale su scala planetaria, utilizzando le capacità olandesi nella navigazione e nel commercio, sfruttando la nascita del nazionalismo e del militarismo e approfittando delle lotte per l'indipendenza dalla Spagna.
Come i britannici, gli olandesi acquisirono i loro possedimenti coloniali attraverso un colonialismo corporativista capitalista, avente per attori principali in Asia la Compagnia olandese delle Indie Orientali e nelle Americhe la Compagnia olandese delle Indie Occidentali; solo in un secondo momento lo Stato intervenne direttamente nella colonizzazione e nell'amministrazione diretta dei territori d'oltremare. I mercanti e i navigatori olandesi parteciparono alle esplorazioni del XVI e del XVII secolo, anche se i vasti territori scoperti da Willem Barents, Henry Hudson, Willem Janszoon e Abel Tasman nell'Antartico e in Australasia/Oceania non divennero colonie olandesi permanenti.

Prinsenvlag (1580-1795)

Bandiera dei Paesi Bassi

Con la potenza navale olandese in ascesa sin dalla fine del XVI secolo, i Paesi Bassi controllarono i mari, dominando le rotte commerciali mondiali nella seconda metà del XVII secolo, noto come "Secolo d'oro olandese" anche per la fioritura delle arti. Il declino delle colonie olandesi fu causato dall'invasione della madrepatria da parte delle truppe francesi durante le guerre rivoluzionarie francesi; molte colonie olandesi passarono all'Impero britannico, che si sostituì agli olandesi come potenza globale. Al termine dell'epoca napoleonica (1814), i resti dell'impero, le Indie orientali olandesi, le Antille olandesi e il Suriname, tornarono sotto il controllo dell'Aia fino al declino dell'imperialismo nel XX secolo. Nel XIX secolo i Paesi Bassi furono l'unica potenza coloniale europea a rimanere sostanzialmente esclusa dal nuovo imperialismo: non ebbero modo di partecipare alla spartizione dell'Africa né dell'Oceania o dell'Asia. Gli olandesi si limitarono a consolidare le proprie colonie delle Indie orientali olandesi, concludendo la sottomissione delle popolazioni interne, e della Guyana olandese, minacciata dalle rivendicazioni brasiliane. Fino al 1949 anno dell'indipendenza dell'Indonesia l'Impero olandese aveva una superficie di 2.110.518 Km² in linea con le superfici dei possedimenti belgi, portoghesi e italiani dello stesso periodo
Oggi i Paesi Bassi sono parte di una federazione, il Regno dei Paesi Bassi, di cui fanno parte anche i territori delle ex-Antille olandesi, le nazioni costitutive di Aruba, Curaçao, Sint Maarten e le municipalità speciali di Bonaire, Sint Eustatius e Saba.

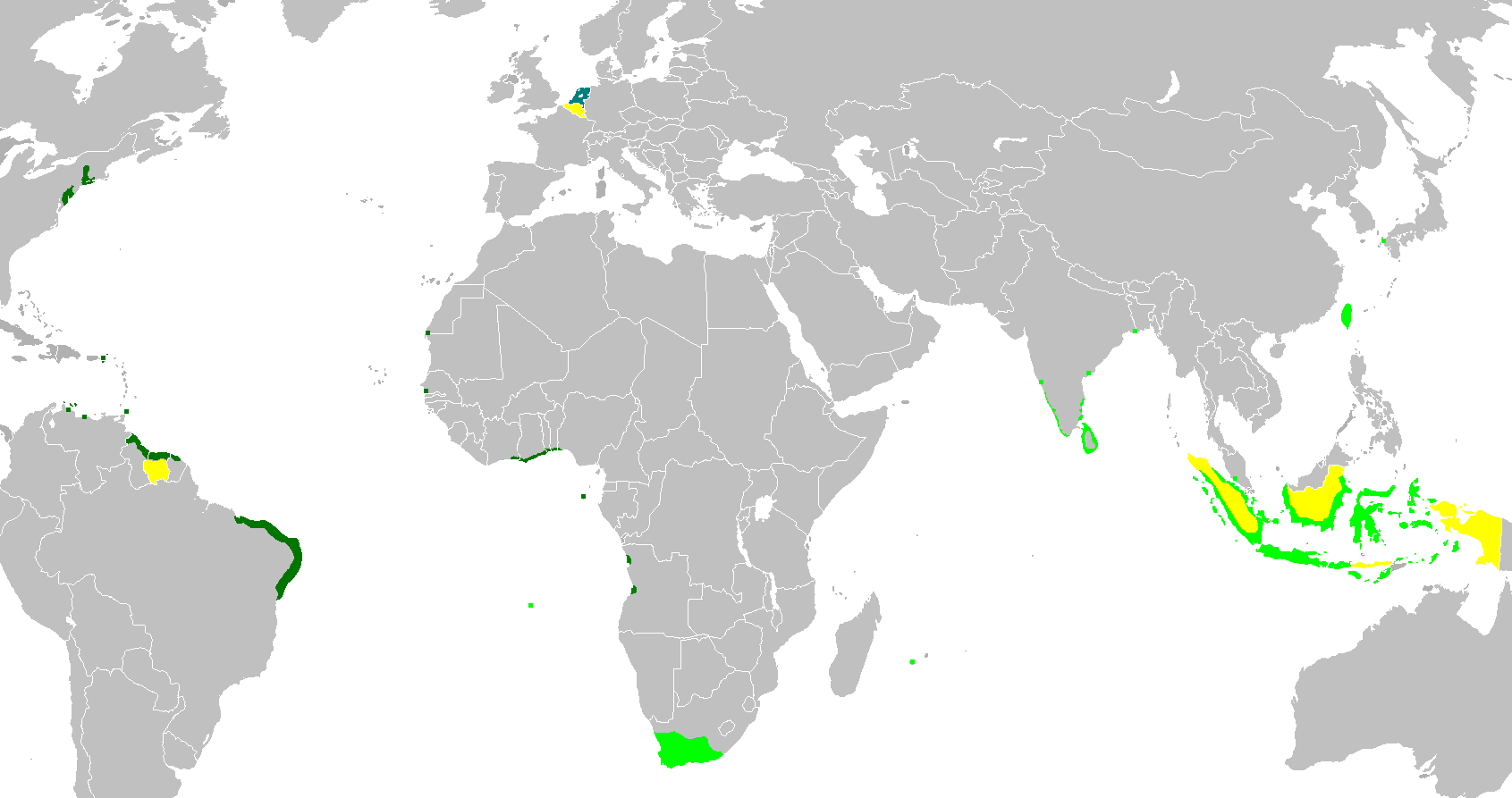
Mappa anacronistica delle colonie e possedimenti olandesi tra i secoli XVII e XX. In verde scuro i territori occupati dalla Compagnia olandese delle Indie Occidentali tra XVII e XVIII secolo; in verde chiaro quelli occupati dalla Compagnia olandese delle Indie Orientali tra XVII e XVIII secolo; in giallo le acquisizioni del XIX secolo. A parte i territori degli odierni stati di Indonesia e Suriname e alcune isole dei Caraibi, tutte le altre acquisizioni olandesi, sulla costa atlantica del Nord America (Nuovi Paesi Bassi), sulla costa del Brasile di Nord-Est (Brasile olandese), in Sudafrica, le basi in India, Ceylon, Formosa, furono perdute dagli Olandesi prima del 1815. Il Belgio rimase in unione personale con il sovrano dei Paesi Bassi dal 1815 al 1830

.

## Oggi

Il Regno dei Paesi Bassi oggi

L'attuale Regno dei Paesi Bassi è una monarchia federale composta dai Paesi Bassi europei (composti anche da Bonaire, Saba e Sint Eustatius, due isole d'oltremare), le isole di Aruba, Curaçao e Sint Maarten. Tuttavia la minima estensione dei territori oltreoceano sfavorisce la dizione di "Impero coloniale", si preferisce definirli "possedimenti d'oltremare" o "municipalità speciali".